# Край тіней
«Край тіней» (англ. Shadowland) — роман жахів з елементами фентезі американського письменника Пітера Страуба, вперше надрукований 1980 року видавництвом Coward, McCann and Geohegen. Перша книга, написана Страубом, після видання успішного роману «Історія привидів».

## Сюжет
Роман розповідає про двох юнаків, Тома Фланагана і Дейла Найтінгейла, які проводять літо з дядьком Дейла Коулманом Коллінзом, одним з найсильніших магів у світі. З часом, однак, Том починає підозрювати, що те, чому навчає Коллінз, — це не декілька нешкідливих хитрощів, а насправді справжня магія.

## Відсилання
Частини роману містять тонко замасковану версію Державної денної школи Мілвокі, яку відвідував Страуб.